# Dreams (Grace Slick)
| Recensione              | Giudizio   |
| ----------------------- | ---------- |
| AllMusic                |            |
| Sputnikmusic            | 2.8 (Good) |
| Dizionario del Pop-Rock | [ 4 ]      |

Dreams è il secondo album in studio da solista della cantante statunitense Grace Slick, pubblicato dalla casa discografica RCA Victor Records nel marzo del 1980.

## Tracce

### LP
Lato A
1. Dreams – 5:04 (Sean Delaney)
2. El Diablo – 5:52 (Gary Gegan)
3. Face to the Wind – 5:34 (Scott Zito)
4. Angel of Night – 3:49 (Scott Zito)
5. Seasons – 3:23 (Grace Slick)

Lato B
1. Do It the Hard Way – 4:54 (Grace Slick)
2. Full Moon Man – 5:05 (Grace Slick)
3. Let It Go – 5:41 (Grace Slick)
4. Garden of Man – 6:23 (Grace Slick)

## Musicisti
Dreams
- Grace Slick – voce
- Ron Frangipane – conduttore orchestra, sintetizzatore Oberheim
- Frank Owens – piano solo
- Scott Zito – chitarra elettrica
- Neil Jason – basso
- Allan Schwartzberg – batteria
- Geoff Farr – programmatore sintetizzatore Oberheim
- Gene Orloff – concertmaster
- Artie Kaplan – contractor

El Diablo
- Grace Slick – voce
- Scott Zito – chitarra elettrica, chitarra acustica
- Sal DiTroia – chitarra solo, chitarra acustica
- George Wadenius – chitarra acustica
- Neil Jason – guitarrón, basso Fender
- Allan Schwartzberg – batteria
- Jim Malin – percussioni
- Edward Walsh – sintetizzatore Oberheim

Face to the Wind
- Grace Slick – voce
- Scott Zito – chitarra elettrica solista, chitarra acustica solista
- George Wadenius – seconda chitarra elettrica solista
- Sal DiTroia – chitarra elettrica ritmica
- Edward Walsh – sintetizzatore Oberheim
- Joe D'Elia – piano
- Neil Jason – basso
- Allan Schwartzberg – batteria
- Jim Malin – percussioni

Angel of Night
- Grace Slick – voce
- Scott Zito – chitarra elettrica, accompagnamento vocale-cori
- Neil Jason – basso
- Allan Schwartzberg – batteria
- Jim Mallin – percussioni

Seasons
- Grace Slick – voce
- Ron Frangipane – conduttore orchestra
- Joe D'Elia – piano
- Sal DiTroia – chitarra acustica
- Scott Zito – chitarra acustica
- George Wadenius – chitarra acustica
- Neil Jason – basso
- Allan Schwartzberg – batteria
- Jim Malin – percussioni
- Harry Lookofsky – concertmaster
- Celebration Singers – cori
- Artie Kaplan – contractor

Do It the Hard Way
- Grace Slick – voce
- George Wadenius – chitarra elettrica
- Scott Zito – chitarra elettrica, chitarra bottleneck
- Sal DiTroia – chitarra acustica
- Joe D'Elia – piano
- Neil Jason – basso
- Allan Schwartzberg – batteria
- Jim Malin – percussioni

Full Moon Man
- Grace Slick – voce
- George Wadenius – chitarra elettrica
- Scott Zito – chitarra elettrica
- Sal DiTroia – chitarra acustica
- Neil Jason – basso
- Allan Schwartzberg – batteria
- Jim Malin – percussioni
- Edward Walsh – sintetizzatore Oberheim
- Dave Tofani – sassofono tenore
- Phil Bodner – sassofono tenore
- Ronnie Cuber – sassofono baritono
- Artie Kaplan – sassofono baritono

Let It Go
- Grace Slick – voce
- Ron Frangipane – conduttore orchestra
- Scott Zito – chitarra solista
- Sal DiTroia – chitarra acustica
- George Wadenius – chitarra acustica
- Joe D'Elia – piano
- Neil Jason – basso
- Allan Schwartzberg – batteria
- Jim Mallin – percussioni
- Edward Walsh – sintetizzatore Oberheim
- Joe Shepley – trombino solo
- Harry Lookofsky – concertmaster
- Artie Kaplan – contractor

Garden of Man
- Grace Slick – voce, piano solo
- Ron Frangipane – conduttore orchestra, sintetizzatore Oberheim
- Scott Zito – chitarra elettrica
- Sal DiTroia – chitarra acustica
- George Wadenius – chitarra acustica
- Neil Jason – basso
- Steve Price – batteria
- Geoff Farr – programmatore sintetizzatore Oberheim
- Edward Walsh – sintetizzatore Oberheim
- George Devens – percussioni
- David Friedman – percussioni
- Harry Lookofsky – concertmaster
- Artie Kaplan – contractor

Note aggiuntive
- Ron Frangipane – produttore, arrangiamenti
- Registrazioni effettuate al: The Hit Factory (New York City, New York), The Record Plant (Sausalito, California), RCA Studio (New York City, New York)
- Ed Sprigg – ingegnere delle registrazioni
- Jon Smith e Alex Kashevaross – assistenti ingegnere delle registrazioni
- Grace Slick – album concept
- Tim Bryant / Gribbitt, J. J. Stelmach / RCA – art direction copertina album originale
- Ron Slenzak – foto copertina album originale
- Big Weasel Johnson – management[5]

## Classifica
Album
| Anno | Classifica            | Posizione raggiunta |
| ---- | --------------------- | ------------------- |
| 1980 | Billboard 200         | 32                  |
| 1980 | Official Albums Chart | 28                  |

Singoli
| Anno | Titolo del brano | Classifica             | Posizione raggiunta |
| ---- | ---------------- | ---------------------- | ------------------- |
| 1980 | Seasons          | Billboard Hot 100      | 95                  |
| 1980 | Dreams           | Official Singles Chart | 50                  |